# Perlodinella kozlovi
Perlodinella kozlovi är en bäcksländeart som beskrevs av František Klapálek 1912. Perlodinella kozlovi ingår i släktet Perlodinella och familjen rovbäcksländor. Inga underarter finns listade i Catalogue of Life.